# Paranáameisenschlüpfer
Der Paranáameisenschlüpfer (Myrmotherula unicolor, Syn.: Myrmothera unicolor), zählt innerhalb der Familie der Ameisenvögel (Thamnophilidae) zur Gattung Myrmotherula.
Die Art ist endemisch in Brasilien im Südosten.
Das Verbreitungsgebiet umfasst tropischen oder subtropischen feuchten Tieflandwald und trockene Buschsteppe, auch Restingawald auf Weißem Sand („White Sand Forest“) bis 500 m Höhe.
Der lateinische Artzusatz bedeutet „einfarbig“.
Die Art wurde früher als konspezifisch  mit dem Alagoasameisenschlüpfer (Myrmotherula snowi) angesehen.

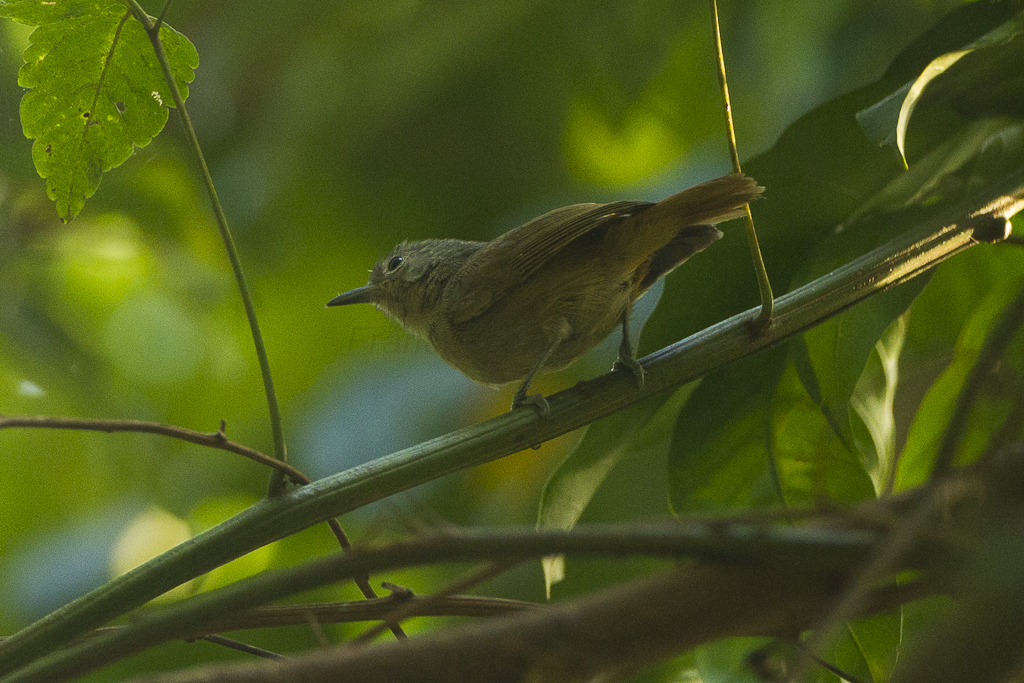
Weibchen

## Merkmale
Der  Vogel ist 9 bis 10 cm groß und wiegt zwischen 6 und 9 g. Das Männchen ist grau mit blasserer Unterseite, die Basis der Kehle trägt schwarze Federn mit grauen Spitzen. Das Weibchen ist auf der Oberseite olivbraun, etwas grauerer an Kappe und Nacken, die Schwanzoberseite ist gelblichbraun, die Flügel graubraun mit rötlich-gelbbraunen Rändern. Der Schwanz ist rötlich-gelbbraun, die Kehle weißlich. Die Unterseite ist überwiegend oliv mit graueren Flanken.
Die Art ist monotypisch.

## Stimme
Der Gesang wird als Folge einfacher, ungefähr gleich hoher Töne, jeweils nur durch kurze Pausen unterbrochen, beschrieben.

## Lebensweise
Die Nahrung besteht aus Insekten, auch Spinnen, die einzeln, paarweise oder in  Familiengruppen allein oder in gemischten Jagdgemeinschaften gejagt werden.
Die Brutzeit ist nicht genau bekannt.
Das Nest besteht aus einer 8 × 6 cm breiten und bis 6 cm tiefen Schale aus Wurzeln, abgeworfenen Blättern und Fasern von Schwindlingen knapp 1 bis 2 m über dem Erdboden in einer horizontalen Gabelung.

## Gefährdungssituation
Der Bestand gilt als potentiell gefährdet (near threatened) durch Habitatverlust.